# Arctosa depuncta
Arctosa depuncta este o specie de păianjeni din genul Arctosa, familia Lycosidae. A fost descrisă pentru prima dată de O. P.-cambridge, 1876. Conform Catalogue of Life specia Arctosa depuncta nu are subspecii cunoscute.